# Michel de Lamotte

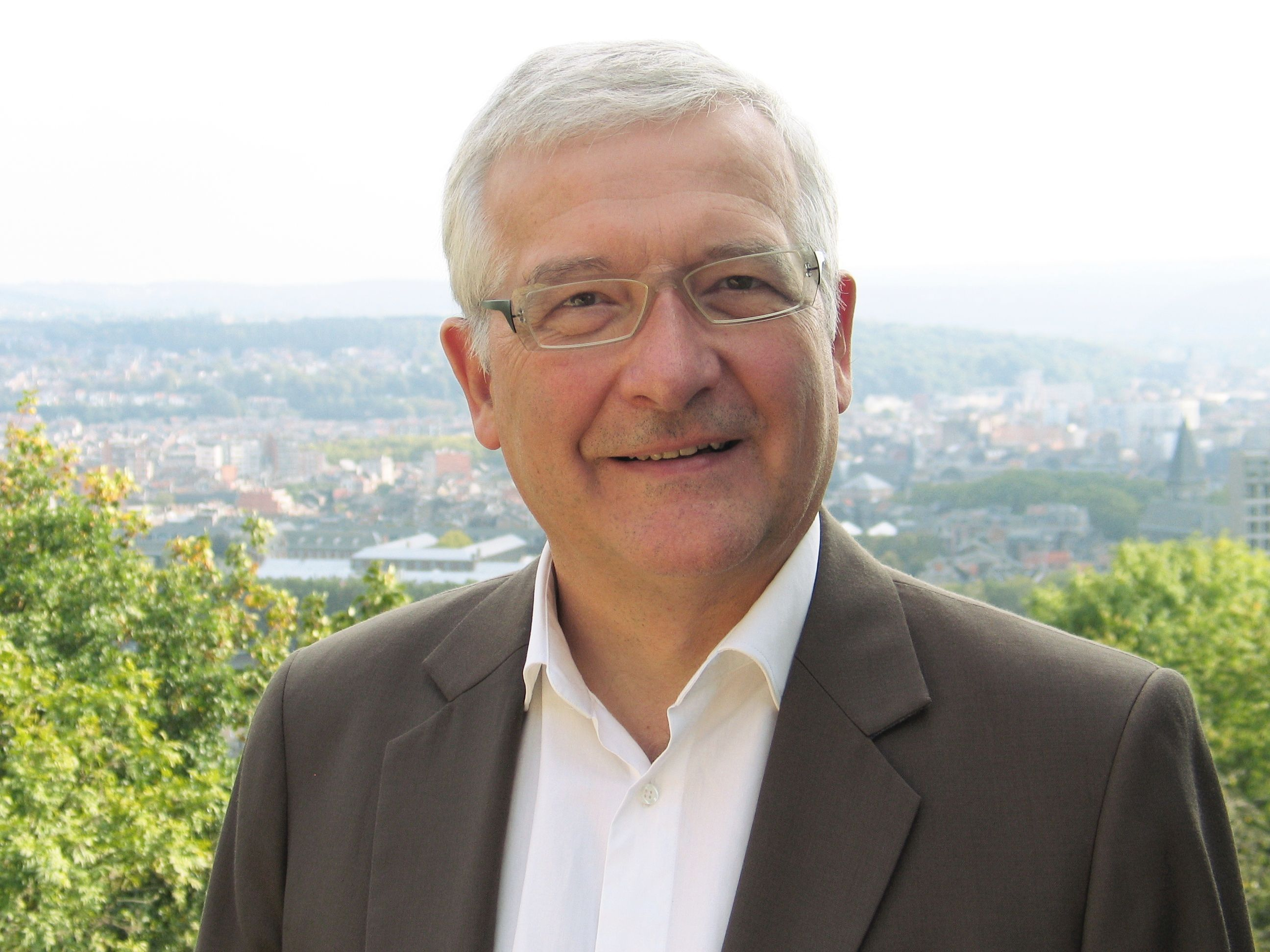
Michel de Lamotte

Michel de Lamotte (Luik, 11 april 1955) is een Belgisch politicus voor Les Engagés.

## Levensloop
De Lamotte behaalde in 1982 een licentiaat in de rechten aan de Universiteit Luik en ging als jurist aan de slag bij de Waalse overheid. Van 1983 tot 1996 bekleedde hij de rang van eerste attaché op het Directoraat-Generaal voor Economie en Werk
In 1982 werd hij voor de toenmalige PSC verkozen tot gemeenteraadslid van Luik. Van 1989 tot 1996 was de Lamotte PSC-fractievoorzitter in de gemeenteraad en van 1996 tot 1999 was hij schepen van Financiën, Stedenbouw en Erediensten, als vervanger van William Ancion, die in deze periode Waals minister was. Toen Ancion opnieuw schepen werd in 1999, werd de Lamotte tot 2001 opnieuw PSC-fractieleider in de Luikse gemeenteraad. De Lamotte was daarna tot 2018 nog gemeenteraadslid en was van 2012 tot 2018 opnieuw fractieleider in de Luikse gemeenteraad. In oktober 2018 werd hij niet herkozen als Luiks gemeenteraadslid. 
Hij werd eveneens van 2007 tot 2011 gedelegeerd bestuurder van de Autonome Haven van Luik, tot 2007 bestuurder van Igil, de Luikse intercommunale voor vastgoedbeheer, en tot 2007 voorzitter van de raad van commissarissen van Intermosane, de distributienetbeheerder van de provincie Luik. Hij nam tevens bestuursmandaten op bij de Luikse afvalintercommunale INTRADEL (2007-2013), de industriële maatschappij voor bouwafval Sideco (2007-2013) en het provinciale agentschap voor ruimtelijke ontwikkeling SPI+ (2011-2013), waar hij tevens in het directiecomité zetelde. Bovendien was hij van 2012 tot 2017 voorzitter van het evaluatiecomité van de SPGE, het Waalse overheidsagentschap voor waterbeheer, en van 2014 tot 2018 bestuurder van het Luikse drinkwaterbedrijf CILE. Sinds 2019 is hij voorzitter van de raad van bestuur van CLSS, het sociale dienstencentrum van de stad Luik.
De Lamotte werd eveneens raadgever van PSC-voorzitter Philippe Maystadt en was in die hoedanigheid betrokken bij de vernieuwing van de PSC, die in 2002 hernoemd werd tot cdH. In 2001 werd hij voor het arrondissement Luik lid van het Waals Parlement en van het Parlement van de Franse Gemeenschap als opvolger van William Ancion, die ontslag had genomen, en bleef beide functies bekleden tot in 2014. Hij toonde voornamelijk belangstelling voor dossiers die betrekking hadden tot het Waals Gewest, van de regio Luik in het bijzonder. In het Waals Parlement was hij van 2004 tot 2009 fractievoorzitter van het cdH en van 2009 tot 2014 voorzitter van de Commissie Leefmilieu, Mobiliteit en Ruimtelijke Ordening. Daarnaast zetelde hij in het Parlement van de Franse Gemeenschap van 2004 tot 2014 in de commissie Hoger Onderwijs en van 2010 tot 2014 in de commissie Algemene Zaken en Internationale Betrekkingen. Vanuit zijn parlementaire mandaten was hij tevens plaatsvervangend lid van het Congres van Lokale en Regionale Overheden van de Raad van Europa (2004-2009) en van de Belgische delegatie in het Comité van de Regio's (2010-2014).
Bij de verkiezingen van mei 2014 stond Michel de Lamotte als eerste opvolger op de cdH-lijst voor de Kamer van volksvertegenwoordigers in de kieskring Luik. Hij rekende erop dat lijsttrekker Melchior Wathelet minister zou worden en dat hij hem zo zou kunnen opvolgen als volksvertegenwoordiger. Het cdH kwam echter niet in de regering terecht. In maart 2015 werd hij dan toch volksvertegenwoordiger nadat Wathelet besloot om de politiek te verlaten. Hij bleef in de Kamer zetelen tot in mei 2019. 
Bij de Waalse verkiezingen die maand stond hij als laatste opvolger op de cdH-lijst voor het arrondissement Luik. In oktober 2022 werd hij voor Les Engagés, de opvolger van cdH, opnieuw lid van het Waals Parlement en het Parlement van de Franse Gemeenschap in opvolging van Alda Greoli. In het Waals Parlement werd hij plaatsvervangend lid van de commissie Werk, Sociale Actie en Gezondheid, in het Parlement van de Franse Gemeenschap werd hij lid van de commissie Hoger Onderwijs, Wetenschappelijk Onderzoek, Universitaire Ziekenhuizen, Jeugdhulp, Jeugd, Justitiehuizen en Promotie van Brussel. Ditmaal zetelde de Lamotte tot aan de verkiezingen van juni 2024. Hij was toen opnieuw laatste opvolger.